# Charyzmatyczny Kościół Misji
Międzynarodowy Charyzmatyczny Kościół Misji (ang. International Charismatic Mission Church) – kościół o charakterze zielonoświątkowym, z siedzibą w Bogocie, w Kolumbii, został założony w 1983 roku przez Cezara i Claudia Castellanos, jako grupy komórek składających się z ośmiu osób.
W 2008 roku kościół posiadał ponad 250.000 członków, zorganizowanych w strukturach małych grup komórek. Nauczania kościoła opiera się na tak zwanej wizji G 12, która opiera się na założeniu, że każdy chrześcijanin może przyprowadzić dwunastu ludzi w wierze chrześcijańskiej, idąc za przykładem Jezusa.